# Stefan Teelen
Stefan Teelen (Maaseik, 10 aprile 1979) è un ex calciatore belga, di ruolo centrocampista.